# Litija (gemeente)
Litija (Duits: Littai) is een gemeente in de Sloveense regio Ljubljana en telt 19.120 inwoners (2002).

## Plaatsen in de gemeente
Berinjek, Bistrica, Bitiče, Boltija, Borovak pri Polšniku, Breg pri Litiji, Brezje pri Kumpolju, Brezovo, Brglez, Cirkuše, Čateška Gora, Čeplje, Dobje, Dobovica, Dole pri Litiji, Dolgo Brdo, Gabrovka, Gabrska Gora, Gobnik, Golišče, Gorenje Jelenje, Gornje Ravne, Hohovica, Hude Ravne, Javorje pri Gabrovki, Jelenska Reber, Jesenje, Jevnica, Ježevec, Kal pri Dolah, Kamni Vrh, Kadrše, Klanec pri Gabrovki, Klenik, Konj, Konjšica, Kresnice, Kresniške Poljane, Kresniški Vrh, Kržišče pri Čatežu, Kumpolje, Laze pri Gobniku, Laze pri Vačah, Leše, Litija, Ljubež v Lazih, Lukovec, Magolnik, Mala Goba, Mala Sela, Mamolj, Moravče pri Gabrovki, Moravška Gora, Nova Gora, Okrog, Pečice, Podbukovje pri Vačah, Podpeč pod Skalo, Podšentjur, Pogonik, Polšnik, Ponoviče, Potok pri Vačah, Prelesje, Prevale, Preveg, Preženjske Njive, Radgonica, Ravne, Renke, Ribče, Ržišče, Sava, Selce, Slavina, Slivna, Sopota, Spodnje Jelenje, Spodnji Hotič, Spodnji Log, Stranski Vrh, Strmec, Suhadole, Širmanski Hrib, Široka Set, Šumnik, Tenetiše, Tepe, Tihaboj, Tlaka, Tolsti Vrh, Vače, Velika Goba, Velika Preska, Veliki Vrh pri Litiji, Vernek, Vodice pri Gabrovki, Vovše, Zagorica, Zagozd, Zapodje, Zavrh, Zglavnica, Zgornja Jevnica, Zgornji Hotič, Zgornji Log
Borovnica · Brezovica · Dobrepolje · Dobrova-Polhov Gradec · Dol pri Ljubljani · Domžale · Grosuplje · Horjul · Ig · Ivančna Gorica · Kamnik · Komenda · Litija · Ljubljana · Log-Dragomer · Logatec · Lukovica · Medvode · Mengeš · Moravče · Škofljica · Šmartno pri Litiji · Trzin · Velike Lašče · Vodice · Vrhnika
1. ↑  "Prebivalstvo po starosti in spolu, občine, Slovenija, polletno". Statistični urad Republike Slovenije. Geraadpleegd op 18 april 2021.